# Hays (Kansas)
Hays ist eine Stadt und Sitz der Countyverwaltung des Ellis County im US-Bundesstaat Kansas. Sie hatte bei der Volkszählung 2020 des US Census Bureau 21.116 Einwohner.
Der Ort war Ende des 19. Jahrhunderts einer der wichtigsten Umschlagplätze für Viehtrails.
Heute befinden sich hier die Fort Hays State University und der Regionalflughafen Hays.

## Persönlichkeiten
- Clay Allison (1840–1887), Revolverheld
- Walter Percy Chrysler (1875–1940), Autobauer
- George F. Sternberg (1883–1969), Paläontologe
- Kathryn O’Loughlin McCarthy (1894–1952), Politikerin
- Keith Sebelius (1916–1982), Politiker
- Marj Dusay (1936–2020), Schauspielerin
- Paul Renne (1939–1970), Biathlet
- Jerry Moran (* 1954), Politiker
- Jeff Colyer (* 1960), Politiker
- John L. Allen (* 1965), Journalist
- Sean Finn (* 1982), Basketballspieler